# Белая Балка (Зубрилинское сельское поселение)
Бе́лая Ба́лка — хутор в Чертковском районе Ростовской области.
Входит в состав Зубрилинского сельского поселения.

## Население
| 2010 |
| ---- |
| 55   |

## Улицы
- ул. Дружбы,
- ул. Лесная,
- ул. Победы.